# Комисия по ценните книжа (Бразилия)
Комисията по ценните книжа (на португалски: Comissão de Valores Mobiliários – CVM) е независим федерален регулаторен орган на изпълнителната власт в Бразилия със статут на федерална автаркия към Министерството на финансите, която регулира пазарите на ценни книжа в страната и поведението на всички участници в тях, като в това число попадат фондовите борси, публичните компании, финансовите посредници, инвеститорите и т.н. Седалището на комисията се намира в Рио де Жанейро, а освен това тя разполага и с два регионални офиса в Сао Пауло и в Бразилия.

## История
CVM е създадена със Закон No 6385 от о декември 1976 г. Оттогава правомощията на комисията са разширени посредством Закон No 6422 от 8 юни 1977, Закон No 9457 от 5 май 1997 г., Закон No 10303 от 31 октомври 2001, Декрет No 3995 от 31 октомври 2001 и Закон No 10 441 от 26 февруари 2002 г. Освен това Комисията изпълнява и задължения, които са ѝ вменени по силата на Kорпоративния закон (Закон No 6404 от 15 декември 1976 г.).
На 7 декември 2009 г., съгласно ръководствата на Международната асоциация на комисиите по ценни книжа, CVM въвежда в сила нови правила, осигуряващи на инвеститорите достъп до информация, предоставяна от компаниите, търгуващи с ценни книжа.

## Цели
Според Закон No 6385/76 Комисията за ценните книжа извършва дейността си, преследвайки няколко основни цели:
1. да осигурява правилното функциониране на борсовите и извънборсови пазари на ценни книжа;
2. да защитава всички притежатели на ценни книжа от фалшиви емисии или незаконни дейности;
3. да защитава потребителите от злоупотребите и манипулирането на пазарите;
4. да осигурява достъпа на обществото до цялата информация за търгуваните ценни книжа, както и за компаниите, които ги предлагат;
5. да осигурява използването на честни и законни търговски практики от всички участници на пазарите с ценни книжа;
6. да стимулира спестяванията и тяхното инвестиране в ценни книжа;
7. да популяризира инвестирането на капиталовите пазари и увеличаване на капитала на бразилските публични предприятия;

## Правомощия
Комисията по ценните книжа и борсите е овластена да дисциплинира, управлява и наблюдава поведението на всички участници на пазарите с ценни книжа в Бразилия. Регулативните правомощия на комисията обхващат всички въпроси, отнасящи се до пазарите с ценни книжа, като:
1. регистрация на публични предприятия;
2. регистрация на публични емисии;
3. акредитация на независими одитори и на управители на взаимни фондове;
4. установяване на правила за създаването, дейността и оперативните процедури на фондовите борси в Бразилия;
5. търговията с ценни книжа и посредничеството;
6. управлението на общите фондове и запорът на ценните книжа;
7. отказ или отмяна на регистрации, разрешителни и сертификации;
8. прекратяване на търговия, емитиране или разпространението на ценните книжа;
9. суспендиране на борсови операции.

CVM е упълномощен да разследва, да извършва административни производства и да налага наказания за всякакви нарушения на пазарите с ценни книжа. В случай на засечено подозрително поведение, комисията има право да извърши разследване, събирайки информация, официални мнения, показания и физически доказателства, които да съдействат за идентифицирането на отговорните за извършеното нарушение лица. Административните наказания, които комисията има право да налага, варират от предупреждения, до глоби и отнемане на акредитации.

## Структура
Комисията по ценните книжа се управлява от съвет, съставен от председател и четирима комисари, назначавани от президента на Бразилия, след одобрение на Федералния сенат. Мандатът на членовете на съвета е пет години без право на преназначаване, като всяка година една пета от състава на съвета се обновява. Съветът формулира политиките и основните ръководства, на които се подчинява дейността на персонала на комисията. Всекидневната дейност на комисията се ръководи от главен директор, който се назначава от председателя на съвета и който координира дейността на персонала на комисията.